# UOB Plaza One

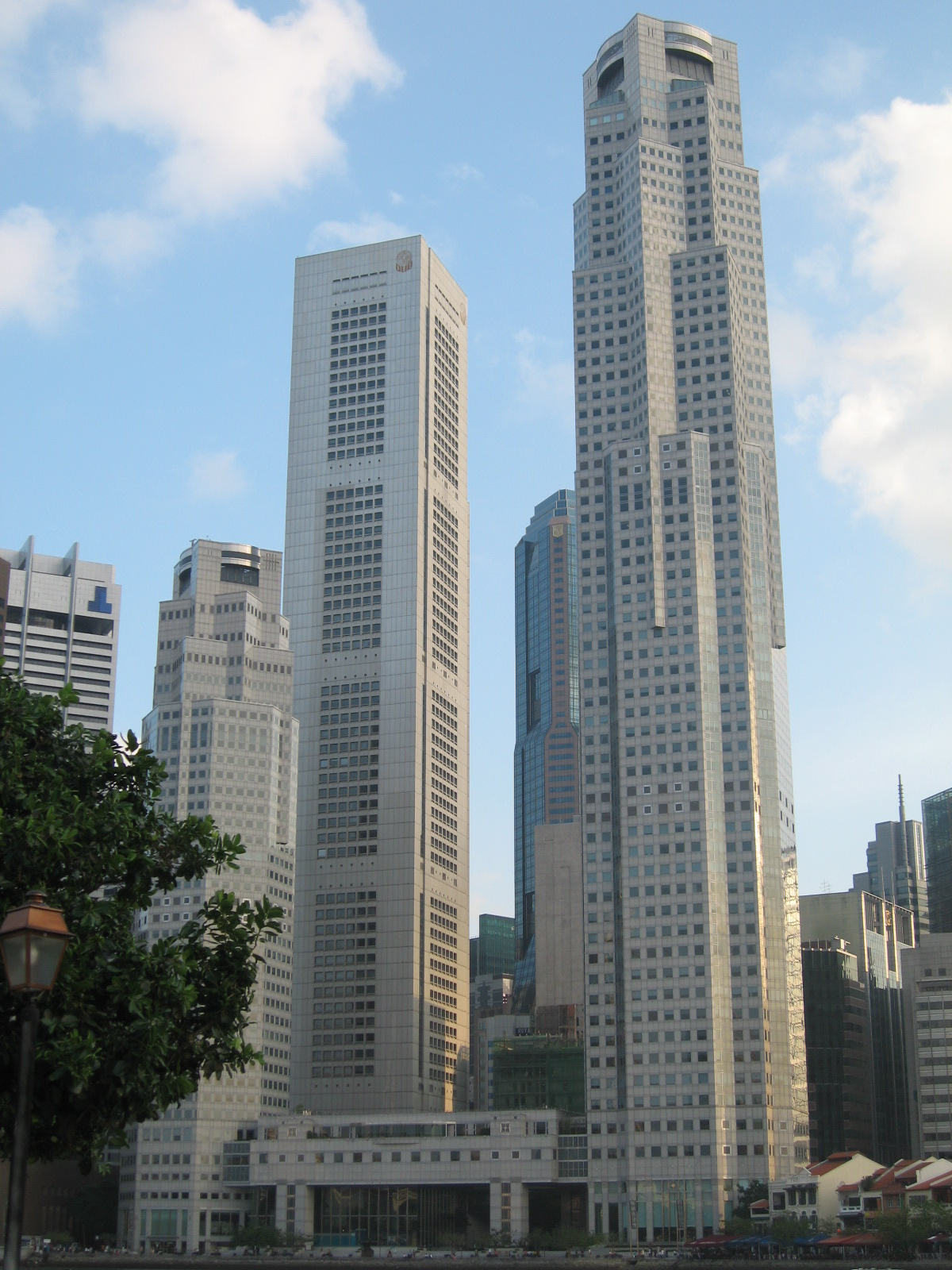
UOB Plaza One (rechts)

UOB Plaza One (United Overseas Bank Plaza One) ist der Name eines der höchsten Wolkenkratzer Singapurs. Der 280 Meter hohe Wolkenkratzer wurde 1992 am Raffles Place errichtet und wird derzeit von der United Overseas Bank genutzt. Der Architekt des Gebäudes war Kenzō Tange. 